# NGC 7429
NGC 7429 est un vieil amas ouvert situé dans la constellation de Céphée. Il a été découvert par l'astronome britannique John Herschel en 1829.
Peu d'études ont été réalisées sur cet amas. Google Scholar ne retourne que 10 références bibliographies, dont seulement quatre articles publiés depuis l'année 2015. Aucune mesure de la parallaxe n'est indiquée sur la base de données Simbad et les deux valeurs du mouvement propre indiquées sont totalement différentes et imprécises.

## Caractéristiques

### Distance
Ashraf Latif Tadross propose une distance de 1 190 ± 55 pc (∼3 880 al). Deux valeurs sont indiquées sur Simbad, soit environ 1 735 pc (∼5 660 al) et environ 1 250 pc (∼4 080 al). La moyenne et l'écart type de ces trois distances sont de 1 392 ± 299 pc (∼4 540 al).
D'autre part, selon la distance retenue par Tadross, NGC 7429 serait à une distance de environ 8,96 kpc (∼29 200 al) du centre de la Voie lactée. En utilisant cette valeur, on peut déduire que les distances entre le Soleil et la projection de NGC 7429 sur le plan de notre galaxie sont respectivement de X = environ 387 pc (∼1 260 al), Y = environ 1 125 pc (∼3 670 al) et Z = environ 6 pc (∼19,6 al).

### Taille de l'amas
Puisque, selon les sources, la taille apparente de NGC 7429 est comprise entre 4,5' et 15', la taille réelle de l'amas est très imprécise. En utilisant la distance minimale proposée par Tadross (1 190 pc) et la plus petite taille apparente proposée par le site SkyLive (4,5'), on obtient alors la plus petite taille réelle de l'amas, soit 5,08 al. De même, en utilisant la plus grande distance (1 735 pc) et la plus grande taille apparente, on obtient la plus grande taille réelle, soit 5,08 al. De ces deux valeurs, on déduit que la taille de NGC 7429 est égale à 14,9 ± 9,8 al.

### Age
Selon Tadross, l'âge de l'amas en milliard d'années est donnée par log10 = 0,04 ± 0,00, soit 100,04 = 1,096 milliard d'années.